# 内田周作
内田 周作（うちだ しゅうさく、1955年11月13日 - ）は、神奈川県出身の元プロ野球選手（投手）。

## 来歴・人物
目黒高から金陽社では投手、1975年オフにドラフト外で大洋ホエールズへ入団。
外野手としてテストに合格したが、地肩の強さを見込まれて入団に際しては投手として登録される。
一軍公式戦の出場がなく、1979年に現役を引退。1980年から1981年まで打撃投手をつとめ、その後退団した。

## 詳細情報

### 年度別打撃成績
- 一軍公式戦出場なし

### 背番号
- 54 （1976年 - 1979年）
- 87 （1980年 - 1981年）